# ملك (ميانة)
ملك هي قرية في مقاطعة ميانة، إيران. عدد سكان هذه القرية هو 414 في سنة 2006.